# Укуба
Уку́ба (араб. عقوبة‎) — один из четырёх основных разделов исламского права (фикха), в котором рассматриваются проблемы наказания за нарушения шариата. Укубой также называется наказание, которое налагается на преступника во благо обществу (умме).
Наказание определяет судья (кади), внимательно изучающий каждое преступление и выносящий приговор на основании законов шариата. Укуба применяется только на основании прямых повелений исламских первоисточников (Корана и Сунны). Ответственность за свои поступки должны нести все люди, независимо от влияния и общественного положения, а мера наказания должна быть адекватна совершенному проступку.

## Виды наказаний
Наказания делятся на три группы: пресекающие наказания (хадд), отмщающие наказания (кисас, дийа, каффара, лишение наследства) и назидательные наказания (тазир).

### Хадд
Хадд — это вид наказания, применяемый за совершение преступлений, представляющие опасность для морального состояния общества. К таким преступлениям относятся, например, прелюбодеяние (хадд аз-зина), возведение на человека клеветы о его прелюбодеянии (хадд аль-казф), пьянство, азартные игры, незаконное присвоение чужого имущества (хадд ас-сиркат) и прочие преступления, на которые есть указания в Коране и сунне пророка Мухаммеда. За эти виды преступлений полагаются различные виды наказаний, начиная от штрафов, ударов плетьми, тюремного заключения, до смертного приговора (раджм).
Хадд налагается только по приговору шариатского судьи, который определяет число ударов и их силу. Наносимые удары не должны быть чересчур сильны, чтобы при наказании не убить наказуемого и не повредить его внутренние органы. Хадд может приводиться в исполнение в любом общественном месте, за исключением мечети. При наказании женщины не должно оголиться её тело (аврат), а мужчина должен быть в такой одежде, которая бы не смягчала наказание.

#### Раджм
Раджм — это мера наказания для прелюбодеев, в виде побивания камнями до смерти. Условием для применения раджма является здравый рассудок, совершеннолетие (балиг) и непринуждённость прелюбодея. Приговор о раджме выносит только шариатский судья. В ханафитском и маликитском мазхабе эта мера наказания также не применяется против немусульман (кафиров).
Для того, чтобы доказать на суде факт прелюбодеяния, необходимы свидетельства четырёх свидетелей, либо же четырёхкратное признание в прелюбодеянии самого прелюбодея или прелюбодейки. По шафиитскому и маликитскому мазхабу достаточно одного признания в прелюбодеянии. Наказание в виде побивания камнями распространяется на замужних и тех, кто когда-то был в браке. Если прелюбодей или прелюбодейка в момент совершения греха не были в браке, то их побивают палками, либо применяют другие виды наказания (тазир). В Коране слово раджм не встречается, но в сборниках хадисов приводятся факты того, что пророк Мухаммад применял раджм в отношении некоего Маиза и женщины Гамидии. А в одном из хадисов приводятся слова Праведного халифа Умара о том, что раджм упоминался в Коране, но со временем был отменен (мансух) для чтения в качестве коранического. В нём говорится: «Поистине Аллах избрал Мухаммада как истина и ниспослал ему Книгу. И из того, что ниспослал Аллах, был стих „Раджм“. И мы прочли его, и поняли его, и соблюдали его. Посланник Аллаха делал раджм, и мы после него делали раджм. И я боюсь, что придет такое время, и кто-то скажет, клянусь Аллахом, что мы не находим стих „Раджм“ в Книге Аллаха, тогда как (стих) раджм в Книге Аллаха истина (применяемая) тем, кто сделал прелюбодеяние будучи женатым (или замужем)».

### Отмщающие наказания
К отмщающим наказаниям относятся: кисас (месть), дия (компенсация), каффара (искупление) и лишение наследства. Эти виды наказания применяется за различные преступления против жизни и здоровья людей. За преднамеренное убийство человек наказывается убийством. Наследники убитого также могут заменить кисас выкупом за убитого (каффара), либо компенсацией (дийа) и возмещением ущерба, либо простить убийцу. В случае непреднамеренного убийства или ранения выплачивается дийа.
В исламском праве также предусмотрено полное прощение или ослабление наказания для преступника после того, как в его отношении был вынесен приговор суда. Потерпевший может обратиться в судебные органы с просьбой о полном помиловании преступника, либо потребовав с него выкуп за нанесенный ущерб (дийа).

#### Кисас
Кисас — это наказание, равное по тяжести совершенному противоправному деянию. Он упоминается в Коране и сунне пророка Мухаммеда. Основными преступлениями данной категории считаются умышленное убийство и телесные повреждения необратимого характера. Если же смерть произошла из-за несчастного случая (в драке, по небрежности, по неопытности), то вместо кисаса выплачивается дийа.
Кисас может быть заменен выкупом за убитого (дийа) или выкупом за ранение (арш). Размер арша различается в соответствии с тяжестью увечья. Так, например, за отсечение руки арш равен половине дийи; выбитый зуб — одна десятая дийи и так далее. Кисас не применяется по отношению к несовершеннолетним детям или к людям, имеющим психические заболевания.
В настоящее время кисас применяется во многих мусульманских странах. Он налагается только по приговору суда только в чрезвычайных случаях, так как шариатские суды стараются ограничиться взысканием дийи. Осуществление кисаса производится палачом, либо кем-нибудь из родственников потерпевшего. В том случае, если виновный скрылся от суда, то он заочно приговаривается к изгнанию, а выплата дийи налагается на его родственников.

#### Дия
Дия — это компенсация, которую должен заплатить виновник преступления, совершённого неумышленно. К преступлениям относятся убийство, ранение или увечье. В случае умышленного убийства человека родственники и близкие убитого вправе потребовать возмездия (кисас). Они имеют права потребовать казни для убийцы, либо могут потребовать от убийцы компенсацию. Шариатский судья (кади) может рекомендовать родственникам убитого согласиться на выкуп, не настаивая на этом. Если же убийство или нанесение увечья произошло неумышленно, то в этом случае кисас не применяется, а выплачивается только дия. Дия была широко распространена в доисламское время, воспринята исламом и утверждена Кораном.
Размер и форма дийи определяются судом, однако стороны могут достичь частного соглашения. Размер выкупа зависит от пола, вероисповедания и социального статуса убитого. Согласно сунне пророка Мухаммеда полный размер дийи равен 100 золотых динаров (или эквивалент) или сотней верблюдов. Ханафиты считают, что можно расплатиться 200 коровами или 2000 овец. Дия уменьшается вдвое, если пострадала женщина или если виновницей преступления является женщина. В ханафитском мазхабе размер выкупа в случае убийства немусульман подданных мусульманского государства равен дийи за убийство мусульманина (то есть 1000 динар). Шафииты считали, что компенсация за убийство немусульмана равна половине дийи за мусульманина. За убийство раба компенсация выплачивается хозяину. Причем она меньше, чем дия за свободного. Если же виновен раб, то дийу выплачивает его хозяин.
Если виновный сам не может выплатить дийу, то недостающие средства собираются с его ближайших родственников. Если же у человека совершившего преступление совершенно нет никаких средств и родственников, способных выплатить дийю, то в этом случае выкуп выплачивается мусульманским государством из государственной казны. Дийа за предумышленное убийство, ранение или увечье выплачивается в короткий срок, а за случайное — может выплачиваться в течение 3—5 лет. Дийу за ранение или увечье получает сам пострадавший или его доверенный, а дийа за убийство делится между наследниками убитого в качестве наследства (мирас).

#### Каффара
Каффара — это какое-либо искупительное действие, выполненное взамен совершенного греха. Каффара может налагаться за нарушение поста, правил хаджа, клятвы, совершение зихара и случайное убийство человека.
Если мусульманин нарушил обязательный пост без уважительной причины, то для искупления этого греха он обязан не только возместить эти дни, но и держать 60-дневный непрерывный пост сверх этого. Если мусульманин вступил в половой акт во время поста месяца Рамадан, то в качестве искупления ему нужно освободить раба, либо поститься два месяца, либо прокормить 60 бедняков.
Каффара за нарушение клятвы оговорена в Коране: «Аллах взыскивает с вас не за [нечаянное] нарушение клятвы, а за принесение клятвы [намеренно] двусмысленной. Искупление за принесение двусмысленной клятвы — накормить десятерых бедняков так, как вы обычно кормите свои семьи, или одеть их, или освободить раба. А если кто не в состоянии [выполнить одно из этих трех условий], то ему следует поститься три дня. Все это — искупление за ваше клятвопреступление. Соблюдайте же свои клятвы! Так Аллах разъясняет вам Свои знамения. Может быть, вы будете благодарны».
Зихаром в исламе называется клятва мужчины об отказе вступить в половую связь со своей женой по причине сравнения её с матерью или другой запретной ему женщиной. В доисламской Аравии мужчина мог развестись со своей женой, заявив ей, что она для него подобна хребту его матери. Совершение зихара является тяжелым грехом.
Об искуплении за случайное убийство человека в Коране говорится следующее: «Верующему не следует убивать верующего — такое допустимо лишь по ошибке. А если кто-либо убьет верующего по ошибке, то ему надлежит отпустить на волю верующего раба и вручить наследникам убитого выкуп за кровь, если только они не велят раздать его в виде милостыни. Если убитый верующий и принадлежит к враждебному вам племени, то убийце следует отпустить на волю верующего раба. Если убитый принадлежит к племени, с которым у вас есть договор, то следует уплатить его наследнику выкуп за кровь и освободить верующего раба. Если у убийцы нет верующего раба, ему надлежит без перерыва поститься в течение двух месяцев в качестве покаяния перед Аллахом. Ведь Аллах — знающий, мудрый».
Об искуплении за нарушение правил хаджа говорится в кораническом аяте: «Брейте ваши головы только после того, как пожертвование достигнет предназначенного места. А если у кого-нибудь из вас на голове болячка или рана, то можете брить голову [с самого начала], или же поститься [вместо этого], или же раздать милостыню и принести жертву».

### Тазир
Тазир — это вид наказания, применяемый за совершение различных противоправных действий, которые вредят людям и причиняют им неудобства. К таким преступлениям относятся: нарушение общественного порядка, мошенничество, жульничество и т. д. За такие преступления налагаются наказание в виде штрафов, тюремного заключения, ссылки и удары плетьми. В некоторых случаях допускается общественное увещевание.
Тазир налагается либо по приговору суда, либо по решению правителя или мухтасиба (полицейского начальника) только в том случае, если на территории государства действует исламское законодательство. Он определяется мусульманскими правоведами на основании различных методов иджтихада. При этом правовед должен учитывать конкретные условиям и государство, в котором действует мусульманское законодательство.
В зависимости от тяжести проступка и личности виновного тазиром может быть общественное осуждение, замечание судьи (кади) или правителя, назидательная беседа и другие меры воздействия. По тяжким преступлением может налагаться тюремное заключение на срок до 6 месяцев, ссылка, сечение плетью или битьё палками от 5 до 39 ударов, наложение штрафа, или конфискацией имущества В исключительных случаях возможно даже наказание смертной казнью. Сечение при тазире производится так же, как и при наказании хадд. Тазир предполагает обязательное раскаяние (тауба) и извинение. В более тяжелых случаях требуется искупление (каффара).
К тазиру относятся проступки, за которые не предусмотрено установленное шариатом наказание (хадд). Среди проступков, за которые налагается тазир такие грехи и преступления как: базарная кража, мелкое мошенничество, вызывающее поведение и хулиганство, неподчинение властям, несоблюдение поста в месяц Рамадан, отказ от совершения намаза, жизнь на проценты и т. п.